# ناحیه پوسترما
ناحیه پوسترما، ناحیه ای در قسمت تحتانی مغز است که رابطه ی نزدیکی با استفراغ دارد. جالب است که سد خون-مغز در این ناحیه تراواتر از سایر نواحی است و همین امر موجب دسترسی آسان سموم به مرکز استفراغ و دفع سریعتر سموم جذب نشده در نتیجه ی استفراغ می گردد.
ظاهراً دوپامین نوروترانسمیتری است که نقش مهمی در این مطلب دارد.این ناحیه در بیماری پارکینسون نیز نقش دارد.